# Барон Пендер
Барон Пендер из Порткарно в графстве Корнуолл — наследственный титул в системе Пэрства Соединённого королевства. Он был создан 12 июня 1937 года для британского консервативного политика Джона Денисона-Пендера (1882—1949). Ранее он представлял в Палате общин Великобритании Ньюмаркет (1913—1918) и Бэлхам и Тутинг (1918—1922). Он был внуком бизнесмена, сэра Джона Пендера (1816—1896), основателя ряда телеграфных компаний (Восточный телеграф, Телеграф Восточной и Южной Африки, Телеграфная компания Европы и Азорских островов, Телеграфная компания Австралии, Азии и Китая и др.). Джон Пендер заседал в Палате общин Великобритании от Тотнеса (1862—1867) и Уик Бургса (1872—1885, 1892—1896).
По состоянию на 2024 год носителем титула являлся праввнук первого барона, Генри Джон Ричард Денисон-Пендер, 4-й барон Пендер (род. 1968), который стал преемником своего отца в 2016 году.
Покойный 3-й лорд Пендер являлся покровителем музей телеграфа в Порткарно.
Сэр Джеймс Пендер, 1-й баронет (1841—1921), был старшим сыном сэра Джона Пендера и дядей первого барона Пендера. Он заседал в Палате общин от Среднего Нортгемптоншира (1895—1900).

## Бароны Пендер (1937)
- 1937—1949: Джон Катберт Денисон Денисон-Пендер, 1-й барон Пендер (11 мая 1882 — 4 декабря 1949), старший сын сэра Джона Денисона Денисона-Пендера (1855—1929)[2];
- 1949—1965: Джон Денисон-Пендер, 2-й барон Пендер (26 января 1907 — 31 марта 1965), старший сын предыдущего[3];
- 1965—2016: Джон Уиллоуби Денисон-Пендер, 3-й барон Пендер (6 мая 1933 — 17 декабря 2016), старший сын предыдущего[4];
- 1965 — настоящее время: Генри Джон Ричард Денисон-Пендер, 4-й барон Пендер (род. 19 марта 1968), единственный сын предыдущего[5];
  - Наследник титула: достопочтенный Майлс Денисон-Пендер (род. 10 декабря 2000), единственный сын предыдущего[6].